# Jean Martin (Rennfahrer)
Jean Martin war ein französischer Automobilrennfahrer.

## Karriere
Jean Martin war einer der Rennfahrer, die beim ersten 24-Stunden-Rennen von Le Mans 1923 am Start waren. Martin fuhr einen Werks-Bignan 11HP Commercial mit seinem Partner Philippe de Marne an die fünfte Stelle der Gesamtwertung. Im Ziel hatten die beiden Franzosen einen Rückstand von 16 Runden auf die Siegerpaarung André Lagache und René Léonard auf einem Chenard & Walcker Sport. 
Im selben Jahre gewann Jean Martin den Großen Preis von Guipúzcoa, ein zu keiner Meisterschaft zählendes Rennen im spanischen Sant-Sébastien. 
1924 kam Jean Martin wieder nach Le Mans und war erneut Teamkollege von de Marne, als Werksfahrer von Bignan. Diesmal erreichte er die volle Distanz von 24 Stunden nicht. In einer frühen Phase des Rennens stoppte das Duo ein defekter Kühler. Das Rennen 1925, das er mit Henri-Julien Matthys bestritt, endete ebenfalls frühzeitig. Mit dem Belgier Matthys wurde Jean Martin wenige Wochen nach dem Rennen an der Sartre, Gesamtvierter beim 24-Stunden-Rennen von Spa-Francorchamps. 
Über die Monoposto-Aktivitäten von Martin ist nichts bekannt und seinen letzten erwähnten Auftritt hatte er 1936 beim Coupe de Provence, wo er auf einem Salmson Fünfter wurde.

## Statistik

### Le-Mans-Ergebnisse
| Jahr | Team                                      | Fahrzeug               | Teamkollege          | Platzierung | Ausfallgrund |
| ---- | ----------------------------------------- | ---------------------- | -------------------- | ----------- | ------------ |
| 1923 | Automobiles Bignan                        | Bignan 11HP Commercial | Philippe de Marne    | Rang 5      |              |
| 1924 | Établissements Industriels Jacques Bignan | Bignan 3 Litre         | Philippe de Marne    | Ausfall     | Kühler       |
| 1925 | Établissements Industriels Jacques Bignan | Bignan 2 Litre         | Henri-Julien Matthys | Ausfall     | Defekt       |

### 24-St-Spa-Ergebnisse
| Jahr | Team               | Fahrzeug             | Teamkollege          | Platzierung            | Ausfallgrund |
| ---- | ------------------ | -------------------- | -------------------- | ---------------------- | ------------ |
| 1924 | Automobiles Bignan | Bignan 3 Litre       | Henri-Julien Matthys | Ausfall                | Unfall       |
| 1925 | Automobiles Bignan | Bignan 2 Litre Sport | Henri-Julien Matthys | Rang 4 und Klassensieg |              |